# Canton de Nice-11
Le canton de Nice-11 est une ancienne division administrative française, située dans le département des Alpes-Maritimes et la région Provence-Alpes-Côte d'Azur. Créé en 1973, il disparait à la suite du redécoupage cantonal de 2014.

## Histoire
Le canton est créé par le décret du 16 août 1973 qui redéfinit les limites des cantons de Nice-4, Nice-5 et Nice-6, et intègre dans ce périmètre cinq nouveaux cantons : Nice-7, Nice-8, Nice-9, Nice-10 et Nice-11.

## Représentation
| Période             | Identité             | Parti       | Qualité                                                                               |
| ------------------- | -------------------- | ----------- | ------------------------------------------------------------------------------------- |
| 1973 - 1998         | Jean Guillaud        | UDF-Radical | Médecin                                                                               |
| 1998 - 2007 (décès) | Jean-François Knecht | PS          | Conseiller pédagogique en éducation physique et sportive Conseiller municipal de Nice |
| 2007 - 2015         | Daniel Benchimol     | UMP         | Chirurgien Ancien adjoint au maire de Nice                                            |

## Composition
Le 11e canton de Nice se composait d’une fraction de la commune de Nice. Il comptait 27 910 habitants (population municipale) au 1er janvier 2012.
| Nom              | Code Insee | Intercommunalité           | Population (dernière pop. légale)                |
| ---------------- | ---------- | -------------------------- | ------------------------------------------------ |
| Nice (chef-lieu) | 06088      | Métropole Nice Côte d'Azur | Fraction : 27 910(2012) Commune : 343 895 (2014) |

Quartiers de Nice inclus dans le canton :
- Le Piol
- Pessicart
- Cessole
- Las Planas
- Comte de Falicon
- Vallon des Fleurs
- Saint-Pancrace

## Démographie
| 1975 | 1982 | 1990   | 1999   | 2006   | 2011   | 2012   |
| ---- | ---- | ------ | ------ | ------ | ------ | ------ |
| -    | -    | 21 485 | 21 624 | 27 549 | 28 412 | 27 910 |